# Nicolas Schmit
Nicolas Schmit (født 10. december 1953) er en politiker fra Luxembourg. Han har været europæisk kommissær for beskæftigelse og sociale rettigheder siden 2019. Han var medlem af Det Luxembourgeske Socialistparti (LSAP). Han var tidligere medlem af Luxembourgs regering fra 2004 til 2019 og medlem af Europa-Parlamentet (MEP) i 2019.

## Tidligt liv og uddannelse
Schmit studerede økonomi i Frankrig ved Institut d'études politiques d'Aix-en-Provence .

## Karriere
I 2004 blev Schmit udnævnt til det første Juncker-Asselborn-ministerium som minister-delegeret i udenrigsministeriet og arbejdede under Jean Asselborn som udenrigsminister .
Siden valgene til Europa-Parlamentet i 2019 har Schmit været medlem af Europa-Parlamentet, hvor han tilhører gruppen Gruppen for Det Progressive Forbund af Socialdemokrater i Europaparlamentet (S&D). Han har siden fungeret i Udvalget om Beskæftigelse og Sociale Anliggender .